# Argythamnia oblongifolia
Argythamnia oblongifolia är en törelväxtart som beskrevs av Ignatz Urban. Argythamnia oblongifolia ingår i släktet Argythamnia och familjen törelväxter. Inga underarter finns listade i Catalogue of Life.